# Cervesa per a tots
Cervesa per a tots (títol original en anglès: The Private Navy of Sgt. O'Farrell) és una pel·lícula estatunidenca dirigida per Frank Tashlin i estrenada el 1968. Ha estat doblada al català.

## Argument
Durant la Segona Guerra Mundial, xafarranxo a bord d'un vaixell mercant americà torpedinat pels japonesos, feliçment a les tropes de la Navy no els falten recursos.

## Repartiment
- Bob Hope: el sergent Dan O’Farrell
- Phyllis Diller: la infermera Nellie Krause
- Jeffrey Hunter: el tinent Lyman P. Jones
- John Myhers: el tinent-cap Roger N. Snavely
- Mako: Calvin Coolidge Ishimura
- Henry Wilcoxon: Arthur L. Stokes
- Dick Sargent: el capità Elwood Prohaska
- Christopher Dark: George Strongbow
- Michael Burns: Johnny Bannon
- William Wellman Jr.: Kennedy
- Robert Donner: el mariner Ogg
- Jack Grinnage: Roberts
- William Christopher: Jack Schultz
- Mylène Demongeot: Gaby
- Gina Lollobrigida: Maria